# لج عبد الله (أفلح اليمن)

تعديل مصدري - تعديل

لج عبد الله هي إحدى قرى عزلة الجوان والقطابية بمديرية أفلح اليمن التابعة لمحافظة حجة، بلغ تعداد سكانها 187 نسمة حسب تعداد اليمن لعام 2004.